# Pseudopanurgus semilevis
Pseudopanurgus semilevis är en biart som beskrevs av Timberlake 1973. Pseudopanurgus semilevis ingår i släktet Pseudopanurgus och familjen grävbin. Inga underarter finns listade i Catalogue of Life.